# Елена (фильм, 2012)
«Елена» (порт. Elena) — бразильский документальный фильм режиссёра Петры Коста и кинокомпании Busca Vida Filmes. Основан на жизни актрисы Елены Андраде, старшей сестры Петры Коста.

## Сюжет
Елена переезжает в Нью-Йорк с той же мечтой, что и когда-то её мать: стать киноактрисой. Она оставляет позади детство, проведённое в бегах во время военной диктатуры в Бразилии, и её подростковые годы среди театральных пьес и домашних видео. Она также оставляет Петру, свою 7-летнюю сестру. Два десятилетия спустя Петра тоже становится актрисой и отправляется в Нью-Йорк в поисках Елены. У неё есть только некоторые зацепки: домашние фильмы, газетные вырезки, журналы и письма. Петра надеется найти Елену, в итоге, это происходит в неожиданном месте. Постепенно черты двух сестер сплетаются, сложно отличить их друг от друга. Однако теперь, когда Петра наконец встретила Елену, она должна отпустить её. В конечном счёте, это фильм о потере, горе и памяти.

## Краткий обзор
Елена попрощалась с домом, оставив скромный подарок — морскую раковину. «Если ты когда-нибудь будешь скучать по мне, приложи ухо к раковине, чтобы мы могли поговорить», — сказала Елена своей сестре, которая на 13 лет её младше. Семилетняя Петра снова и снова слушала эту раковину в последующие недели. Шли месяцы, годы, десятилетия. Петра уже была актрисой и режиссёром, когда вернулась в Нью-Йорк в поисках Елены, где решила снять собственное кино про одиночество и тоску по сестре.
«Елена» — фильм о постоянстве воспоминаний, необратимости утраты, влиянии отсутствия сестры на 7-летнюю девочку, эмоциях, которые Петра называет «безутешными воспоминаниями». «Постепенно боль и обида превращаются в воду, они растворяются в памяти», — говорит режиссёр, актриса и биографический персонаж в своём фильме.
«Елена» также фильм о приключениях во время взросления. Кроме того, это история трёх женщин, в которой пересекаются темы семьи и материнства, боли и разлуки. Это также фильм о Бразилии в эпоху послевоенной диктатуры, о поколении, которое родилось в подпольных кругах и выросло между 1970 и 1980 годами, с настоящими проблемами и борьбой за свои мечты .

## История создания
Идея снять фильм о своей сестре возникла, когда режиссёру Петре Коста было 17 лет и она наткнулась на один из старых дневников Елены, написанный, когда ей было всего 13. «У меня было странное ощущение, что я читаю собственные слова, как будто это мой дневник», — описывает Петра. У неё было сильное чувство отождествления с сестрой. В то же время чтение «Гамлета» и открытие Офелии тоже были источником вдохновения, а вместе с тем и просмотр фильма «Мозговой штурм» Лаиса Боданского, который, среди прочего, посвящён обряду перехода от подросткового возраста к взрослой жизни, с точки зрения мальчиков-подростков. Проект фильма оставался в режиме ожидания в течение десяти лет, постепенно обретая форму в воображении режиссёра. За это время Петра участвовала в ряде других проектов, она руководила удостоенным наград короткометражным фильмом Droopy Eyes, пока, наконец, не почувствовала, что готова погрузиться в свои воспоминания о сестре.
Петра обнаружила около 50 часов домашнего видео, снятого её сестрой, из которых по крайней мере 20 часов были сняты в год рождения Петры, когда Елена получила свою первую видеокамеру. Сразу же Петра начала опрашивать родственников и друзей Елены, собрав, в общей сложности, 200 часов видеозаписи. Приехав в Нью-Йорк, она взяла с собой телефонную книгу со старыми контактами сестры и принялась выискивать имена, одно за другим, в интернете и социальных сетях. Художественный фильм наконец-то начал оформляться и принимать свою окончательную структуру, когда режиссёр решила предстать в сценах, как персонаж и документалист. Она сняла своё путешествие и составила сценарий вместе с коллегой Каролиной Зискинд.
Помимо Нью-Йорка и Сан-Паулу, несколько сцен из «Елены» были сняты в Баии, а также в Барра-ду-Уна, в районе Сан-Себастьян, в прибрежном районе провинции Сан-Паулу. Производство фильма заняло два с половиной года, и его премьера состоялась на 45-м фестивале в Бразилии в ноябре 2012 года, где Елена получила призы за лучшую режиссёрскую работу, лучшее художественное направление, лучший монтаж и лучший фильм по мнению общественного жюри, всё в рамках документальной категории.

## Появления[11]
- Елена Андраде
- Ли Ан
- Петра Коста

## Награды[11]
| Год  | Награда                                                                            | Категория                                         |
| ---- | ---------------------------------------------------------------------------------- | ------------------------------------------------- |
| 2012 | 45-й Национальный кинофестиваль в Бразилии: Лучший документальный фильм (Бразилия) | Приз зрительских симпатий                         |
| 2012 | 45-й Национальный кинофестиваль в Бразилии: Лучший документальный фильм (Бразилия) | Лучшая режиссёрская работа                        |
| 2012 | 45-й Национальный кинофестиваль в Бразилии: Лучший документальный фильм (Бразилия) | Лучшее художественное направление                 |
| 2012 | 45-й Национальный кинофестиваль в Бразилии: Лучший документальный фильм (Бразилия) | Лучший монтаж                                     |
| 2013 | Кинофестиваль Planete + Doc (Польша)                                               | CANON Cinematography Award за лучший кинематограф |
| 2013 | Бразильский кинофестиваль в Лос-Анджелесе (EUA)                                    | Лучший документальный фильм                       |
| 2013 | Гаванский кинофестиваль (Куба)                                                     | Лучший документальный фильм                       |
| 2013 | Films de Femmes (Франция)                                                          | Лучший документальный фильм                       |
| 2013 | Cine Música — Festival de Cinema de Conservatória (Бразилия)                       | Лучшая оригинальная музыка                        |
| 2013 | 9-й Фестиваль документального кино ZagrebDox (Хорватия)                            | Специальное упоминание                            |
| 2013 | 28-й Гвадалахарский кинофестиваль (Мексика)                                        | Специальное упоминание                            |

## Титры[11]
- Режиссёр: Петра Коста
- Сценарий: Петра Коста, Каролина Зискинд
- Производственная компания: Busca Vida Filmes
- Исполнительные продюсеры: Джулия Бок, Даниэла Сантос
- Ассоциированные продюсеры: Фелипе Дуарте, Сара Доса
- Производитель в Нью-Йорке: Каролина Оникуте
- Координатор производства: Ванесса Элиас
- Производитель (релиз): Бернардо Бат
- Помощник исполнительного продюсера: Айседора Феррейра
- Фотография: Дженис Давила, Уилл Эшебехере, Мигель Васси
- Арт-директора: Марта Кисс Перроне, Алонсо Пафьезе, Лорена Ортис
- Монтаж фильма: Марилия Мораес, Тина Баз
- Первое редактирование: Idê Lacreta
- Дополнительный помощник по редактированию и направлению: Вирджиния Примо
- Звуковое оформление: Оливье Гуэнар, Жиль  Мартенс
- Звуковой микшер:  Оливье Гуэнар
- Прямой звук: Эдсон Секко
- Контроль звукового сопровождения: Фил Пиньейру
- Оригинальные саундтреки: Витор Араужо, Фил Пиньейру, Мэгги Клиффорд, Густаво Руис
- Координатор постпродакшн: Лаура Футуро
- Ассистент постпродакшн: Фабио Де Бортоле
- Ассистент монтажа: Андре Густаво Рекиан
- Консультант по сценарию: Даниэла Капелато
- Сценарный редактор: Алексей Абиб
- Подготовка к кастингу: Марта Кисс Перроне
- Консультант по монтажу: Хавьер Бокс